# Letonia en los Juegos Olímpicos de Albertville 1992
Letonia estuvo representada en los Juegos Olímpicos de Albertville 1992 por un total de 23 deportistas que compitieron en 6 deportes.  
El portador de la bandera en la ceremonia de apertura fue el deportista de bobsleigh Jānis Ķipurs. El equipo olímpico letón no obtuvo ninguna medalla en estos Juegos.